# Iniopterygia
Die Iniopterygia („Nackenflosser“) oder Iniopterygiformes bilden ein ausgestorbenes Taxon der Knorpelfische. Die Fossilien dieser Gruppe der Knorpelfische sind aus dem Erdaltertum bekannt und stammen hauptsächlich aus dem oberen Karbon (Pennsylvanium) Nordamerikas. Insgesamt werden die Iniopterygia aber auch in paläozoischen Sedimenten Mitteleuropas und Chinas vom Devon bis zum Perm gefunden.

## Merkmale
Die Iniopterygia wurden rund 50 cm lang. Ihr Kopf ist groß und kurz, dorsal meist beschuppt. wichtig für die Einteilung der Knorpelfische sind vor allem der Bau und die Anordnung der Zähne. Sie dienten bei den Iniopterygia teils zum Zupacken, teils (als Platten; bei Sibyrhynchidae) zum Zerbeißen. Die Kiefer sind dia- oder holostyl mit dem Schädel verbunden. Die Kiemen liegen unter dem Schädel, Kiemendeckel (mit Radien und Knorpelplatte) können vorhanden sein.
Der Schultergürtel ist ventral breit und gelenkt vorne am Kiemenkorb, dorsal ist er schmäler und reicht auf die Rückenseite hinauf. Die Brustflossen sind sehr hoch eingelenkt, geschweift oder breit; das Pterygium ist sehr groß. Der vordere Strahl ist bei Männchen mit dornigen Schuppen besetzt, der Rumpf ist sonst unbeschuppt. Die Bauchflossen sind beim Männchen mit langen Klaspern (Mixipterygien, zur inneren Befruchtung) ausgestattet. Die Schwanzflosse ist rund oder wie bei den Seekatzen (Chimaeroidea) fehlend. Die Rückenflosse sitzt, wenn vorhanden, mitten am Rücken. Sie hat keinen Flossenstachel.
Infolge der Dichte der damaligen Radiation ist es derzeit schwierig, die systematische Position der Iniopterygier innerhalb der Knorpelfische "irgendwo zwischen Haien und Seekatzen" genauer anzugeben. Nelson ordnet sie den Holocephali zu; sie sollen die Schwestergruppe aller anderen Holocephali sein.
Sie lebten offenbar gesellig oberflächen- und küstennah und sprangen (bei Flucht) vielleicht aus dem Wasser wie die Exocoetidae, manche aber (wie Cervifurca)
rochenartig im Benthal.

## Gattungen
- Familie Iniopterygidae
  - Cervifurca
  - Iniopteryx
  - Promyxele
- Familie Sibyrhynchidae
  - Sibyrhynchus